# ジョン・F・ケネディ・スタジアム
ジョン・F・ケネディ・スタジアム（John F. Kennedy Stadium）は、アメリカ合衆国ペンシルベニア州フィラデルフィアにかつて存在したスタジアム。旧称はセスクセンテニアル・スタジアム（Sesquicentennial Stadium）、フィラデルフィア・ミュニシパル・スタジアム（Philadelphia Municipal Stadium）。1926年開場、1992年閉場。

## 概要
1926年のアメリカ独立150周年記念博覧会の開催を契機に建設。NFLのフィラデルフィア・イーグルス本拠地、リバティボウル、アーミー＝ネイビー・ゲームがそれぞれ開催された。1963年のジョン・F・ケネディ大統領の暗殺で、スタジアム名もフィラデルフィア・ミュニシパル・スタジアムからジョン・F・ケネディ・スタジアムに変更された。
また、ボクシングの試合でも、ジーン・タニー対ジャック・デンプシーの世界選手権試合では120,557名の観衆が見詰めた。
1985年には英国ロンドンのウェンブリー・スタジアムとともにライヴエイドの会場のひとつとして、ビートルズ、ローリング・ストーンズ、ポリス、U2、マイケル・ジャクソンらもコンサートを行った。
1989年に建物の老朽化などで閉場、1992年に解体し、跡地にはウェルズ・ファーゴ・センターやリンカーン・フィナンシャル・フィールドが建てられている。